# Heil unserm König, Heil!
Heil unserm König, Heil! war eine Königshymne im Königreich Bayern und im Königreich Griechenland. Das Lied, dessen Text im Lauf der Jahrzehnte variierte und das nie formell zu einer Nationalhymne erklärt wurde, gehörte zu den zahlreichen deutschen Fürsten- und Landeshymnen nach der Melodie der britischen Königshymne, die oft mit derselben Textzeile begannen. Ab 1862 wurde Heil unserm König, Heil  in Bayern von der Bayernhymne und in Griechenland von der Hymne an die Freiheit verdrängt.

## Text
Heil unserm König, Heil!

Lang Leben sei sein Teil,

Erhalt’ ihn Gott!

Gerecht und fromm und mild,

Ist er dein Ebenbild,

Ist er dein Ebenbild,

Gott, gieb ihm Glück!

Fest ist des Königs Thron,

Die Wahrheit seine Kron’

Und Recht sein Schwert;

Von Vaterlieb’ erfüllt,

Regiert er gross und mild,

Regiert er gross und mild,

Heil sei ihm! Heil!

O heil’ge Flamme, glüh’,

Glüh und verlösche nie

Fürs Vaterland!

Wir alle stehen dann

Voll Kraft für einen Mann,

Voll Kraft für einen Mann,

Fürs Vaterland.

Sei, edler König, hier

Noch lang’ des Volkes Zier,

Der Menschheit Stolz!

Der hohe Ruhm ist dein,

Der Deinen Lust zu sein,

Der Deinen Lust zu sein.

Heil, Herrscher, dir!
Quelle: Otto Boehm, S. 38.
Während der Regentschaft von Luitpold von Bayern als Prinzregent existierte eine auch als Regentenhymne bezeichnete Abwandlung, bei der im Titel und in der ersten Strophe die Worte „unserm König“ durch „dem Regenten“ sowie in der vierten Strophe „edler König“ durch „bester Herrscher“ ersetzt wurde.